# Taylour Paige
Taylour Dominique Paige (Santa Mónica, 5 de octubre de 1990) es una actriz y bailarina estadounidense, reconocida por su papel como Ahsha Hayes en el seriado de VH1 Hit the Floor y por su participación en los largometrajes Jean of the Joneses (2016), White Boy Rick (2018), Zola (2020), Ma Rainey's Black Bottom y Boogie (2021).

## Filmografía

### Cine y televisión
| Año       | Título                                          | Papel          | Notas                      |
| --------- | ----------------------------------------------- | -------------- | -------------------------- |
| 2008      | High School Musical 3: Senior Year              | Bailarina      |                            |
| 2010      | Alex in Wonderland: Rehearsing Wonderland       | Estudiante     | Corto                      |
| 2010      | Alex in Wonderland: Interview with Debbie Allen | Estudiante     | Corto                      |
| 2010      | Making of the Laker Girls Calendar 2011         | Ella misma     | Documental para televisión |
| 2013      | Hit the Floor AfterBuzz TV                      | Panelista      | 1 episodio                 |
| 2013–2016 | Hit the Floor                                   | Ahsha Hayes    | Papel regular              |
| 2015      | Touched                                         | Gina           |                            |
| 2015      | Ballers                                         | Theresa        | 2 episodios                |
| 2016      | Jean of the Joneses                             | Jean Jones     |                            |
| 2016      | Grey's Anatomy                                  | Emma           | 1 episodio                 |
| 2018      | White Boy Rick                                  | Cathy Volsan   |                            |
| 2020      | Zola                                            | Aziah King     | Papel regular              |
| 2020      | Ma Rainey's Black Bottom                        | Dussie Mae     |                            |
| 2021      | Boogie                                          | Eleanor        |                            |
| 2022      | Sharp Stick                                     |                |                            |
| 2022      | Mack & Rita                                     | Carla          |                            |
| 2023      | The Toxic Avenger                               | J.J. Doherty   |                            |
| 2024      | Beverly Hills Cop: Axel F                       | Jane Saunders  |                            |
| 2024      | Los Baxter                                      | Angela Manning |                            |